# Estación Punta de Díaz
Punta de Díaz fue una estación de ferrocarril que se hallaba dentro de la comuna de Vallenar, en la Región de Atacama de Chile. Fue parte del Longitudinal Norte y del Ferrocarril de Carrizal y actualmente se encuentra inactiva.

## Historia
La estación fue construida para el tramo del Ferrocarril de Carrizal entre Canto del Agua y Yerba Buena que fue inaugurado en 1868. En 1914 fue inaugurado el tramo del Longitudinal Norte entre La Serena y Toledo (en las cercanías de Copiapó), y que también poseía una estación en el sector, con lo cual se convirtió en zona de cruce entre ambas líneas.
De acuerdo a Santiago Marín Vicuña en 1916, la estación se encuentra a una altitud de 435 m s. n. m. y aparece denominada como «Punta Paico». Hacia 1967 la estación continuaba prestando servicios y seguía apareciendo en mapas oficiales, sin embargo el 27 de mayo de 1967 una resolución de la Subsecretaría de Transportes suprimió la estación, convirtiéndola en un paradero sin personal.
Con el cierre de todos los servicios de la Red Norte de la Empresa de los Ferrocarriles del Estado en junio de 1975, la estación Punta de Díaz fue suprimida definitivamente mediante decreto del 28 de julio de 1978. Actualmente todas las estructuras originales están abandonadas, manteniéndose en pie los andenes y cimientos de algunas construcciones así como ruinas de bodegas y casas.